# Monastero di Pakhannge
Il monastero Pakhannge è un monastero buddista sito nel villaggio di Pakhannge, nella regione di Magway in Birmania. Si tratta del più grande monastero in legno del periodo Konbaung ancora esistente nel Paese, sebbene oggi, a causa di decenni di abbandono, rimangono solo i pilastri in legno di teak e parti di muratura. Nel 1996 il Dipartimento di archeologia del governo birmano ha presentato questo monastero, insieme ad altri monasteri del periodo Konbaung, per l'inclusione nella lista dei patrimoni dell'umanità dell'UNESCO.
La costruzione del monastero, lungo 76 metri e largo 45 metri, fu commissionata dal re Mindon Min su 16 acri di terreno. La costruzione fu ultimata nel 1864 dopo 7 anni di lavori che videro il coinvolgimento di un centinaio di carpentieri che lavorarono sotto la direzione dell'architetto Tha Gyi. La struttura consiste di 332 pilastri in legno di teak.